# Đặng Trần Thường
Đặng Trần Thường (chữ Hán: 鄧陳常: 1759-1816) là khai quốc công thần dưới triều nhà Nguyễn trong lịch sử Việt Nam.

## Gốc gác
Theo cuốn "Đặng gia phả hệ toàn chính thực lục và Đặng gia phả ký tục biên" do Ngô Thế Long dịch và chú thích thì Đặng Trần Thường thuộc thế hệ con cháu một dòng họ đại công thần triều Lê Trịnh, tám đời tiên tổ đều là tướng võ nên bản thân ham thích võ nghệ và được rèn luyện từ nhỏ; mẹ là con gái một vị tiến sĩ nên giỏi thi thư và thông hiểu kinh sử, muốn con trai học hành theo nghiệp văn chương.
Gốc gác thuộc dõng dõi họ Trần, sau phải cải sang họ Đặng do những biến đổi lịch sử khôn lường trước khi tới định cư tại thôn Lương Xá xưa (sau thuộc xã Lam Điền, huyện Chương Mỹ, tỉnh Hà Tây). Tới đời nhà Lê, dòng họ Đặng này lập được nhiều công tích lớn nên rất được trọng dụng (từng có câu ca: "Làm quan họ Đặng..."). Cụ tổ chín đời trước là một đại công thần của thời Lê Trung Hưng. 

## Tiểu sử
Đặng Trần Thường sinh năm 1759, tại xã Đại An Tràng (nay là thôn Đại Ơn, xã Ngọc Hồi, huyện Chương Mỹ, Hà Nội). 
Cha ông là Xuyền Thái Bá, Đặng Thông Mẫn. Mẹ họ Phạm, là con gái thứ hai của Tiến sĩ Công bộ Thượng thư tước Quận công Phạm Quang Dung. Tương truyền, cha Đặng Trần Thường đã tới cầu tự tại chùa Viễn Sơn, nằm mộng thấy thiên sứ cầm cờ đeo chuông từ trên trời xuống mang theo một người và nói: "Đây là Văn khúc Tinh quân, vâng mệnh Thượng đế ban xuống làm con ông"... 
Sau giấc mơ đó của chồng, Phạm phu nhân đã sinh hạ người con trai cả vào ngày 18 tháng giêng năm Kỷ Mão (1759; cũng có sách chép là năm 1758).

### Thời thơ ấu
Thông minh, đĩnh ngộ, Đặng Trần Thường được cha cho học văn từ năm lên 9 tuổi.  Tuy nhiên, vốn tính hiếu động, Đặng Trần Thường lại thích luyện tập võ nghệ, trận giả cùng chúng bạn và... nghịch những trò không giống ai. Tương truyền, hồi nhỏ, có lần cậu bé Thường vào nghịch trong một đền thờ thổ địa. 
Làng ấy năm đó bỗng nhiên có động, nhờ thầy bói xem. Thầy bói nói rằng, có một người đã vào đuổi thần thổ địa đi nên phải làm lễ mời thần về lại. Hỏi ra, mới biết tên người đã cả gan đuổi thần đi là Đặng Trần Thường. Vì chuyện này, cụ thân sinh đã trách cứ ông rất nhiều, còn dân làng cứ thì thào với nhau rằng, có lẽ lớn lên, Đặng Trần Thường sẽ rất hiển đạt, vì nào có phải bất kỳ ai cũng làm quỷ thần kinh hãi được đâu.
Không quá chăm chỉ đèn sách nhưng do sáng dạ nên năm 16 tuổi, Đặng Trần Thường đã thi Hương trúng cách vào đệ Tam trường. Tuy nhiên, đúng lúc đó thân phụ lại lâm bệnh nặng nên Đặng Trần Thường đã không đi theo nghiệp lều chõng nữa mà về nhà chăm sóc cha.
Cha ông qua đời và hai năm sau, mẹ ông vì quá đau buồn cũng đi theo chồng về nơi suối vàng. Gia cảnh của Đặng Trần Thường lúc ấy thực khó khăn, tiền của sa sút dần nên ông hay phải nhờ vả bạn bè. 
Tương truyền, ông có bài thơ xin vay tiền bạn bè như sau:
"Ngất ngưởng Đồ Thường đã đến đây,
Có tiền xin mượn lấy năm chầy.
Năm chầy không được ba chầy vậy,
Phiếu mẫu đền ân cũng có ngày"…

## Sự nghiệp
Năm 16 tuổi, ông thi Hương đỗ tam trường, chuẩn bị vào kỳ tứ trường thì phải về chịu tang cha và sau đó hai năm lại chịu tang mẹ. Do chịu liền hai tang, cảnh nhà bấn bách nên ông bỏ học đi làm thầy đồ.
Năm 1782, khi 24 tuổi, Đặng Trần Thường mới lại tới kinh thành Thăng Long làm học trò của vị Tiến sĩ họ Nguyễn, người làng An Vĩ. Ông học rất sáng dạ nên được vị Tiến sĩ họ Nguyễn kỳ vọng sẽ đỗ cao trong kỳ thi năm 1783. Tuy nhiên, giai đoạn đó triều đại vua Lê chúa Trịnh đang dần bước vào suy vi, kỷ cương lỏng lẻo, quan lại đồi bại, sĩ tốt kiêu loạn. 
Nhận rõ thời cuộc và biết rằng chẳng thể làm gì có ích cho đời theo nghiệp bút nghiên, Đặng Trần Thường đã quyết định sẽ lập thân bằng nghề võ và đi khắp thiên hạ kết giao cùng các bậc hào kiệt và trí giả để cùng chờ thời. Trong thâm tâm ông chỉ mong ngóng có một minh quân để theo làm nghiệp lớn, ích nước lợi nhà.
Sau khi nhà Lê mất, ông xin ra làm quan với nhà Tây Sơn nhưng không được tiếp nhận nên vào Gia Định, theo giúp Nguyễn Ánh lập nhiều công trạng làm đến chức Tán lý. Là người rất muốn thi thố với đời, lại rất tinh anh, Đặng Trần Thường dĩ nhiên là đã nhìn ra triển vọng mới cho mình trong việc đi theo phò tá cho lực lượng của Nguyễn Ánh.
Vua Gia Long coi Đặng Trần Thường là "nhân vật anh kiệt ở đất Bắc Hà" và rất trọng dụng ông trong các đợt hành binh giành lấy quyền lực.
Năm 1808, Đặng Trần Thường đã được giữ Tổng lý đê chính Bắc Thành.
Tháng 8 năm 1809, Đặng Trần Thường được triệu về Phú Xuân để nhận chức Thượng thư rồi mới lại quay ra Bắc Thành thực thi công vụ.
Năm 1810, có chiếu triệu ông về kinh đô Phú Xuân làm Thượng thư Bộ Binh.
Năm 1813, ông phạm vào tội làm gian sắc phong thần cho Hoàng Ngũ Phúc, một tướng nhà Trịnh vào bậc phúc thần, phải bị bắt giam trong ngục. Triều đình lúc đó đã kết tội án chém đầu nhưng sau đó ông được tha chết. Tuy nhiên, sau đó ít lâu ông bị soi ra tội khác liên quan đến đinh điền và chiếm giữ đầm ao nên tiếp tục bị giam vào ngục, sau bị xử giảo (xử treo cổ).

## Trả thù Ngô Thì Nhậm
Đặng Trần Thường có tài văn học, lúc Ngô Thì Nhậm được vua Quang Trung trọng dụng thì Đặng Trần Thường đến xin Nhậm tiến cử. Trông thấy vẻ khúm núm làm mất phong độ của kẻ sĩ, Ngô Thì Nhậm thét bảo Thường: 
Ở đây cần dùng người vừa có tài vừa có hạnh, giúp vua cai trị nước. Còn muốn vào luồn ra cúi thì đi nơi khác.
Đặng Trần Thường hổ thẹn ra về, rồi mang khăn gói vào Nam, phụng sự Nguyễn Phúc Ánh (Gia Long), làm đến Binh Bộ Thượng thư.
Khi thay đổi triều đại, Đặng Trần Thường vì mối tư thù cá nhân trước đó với Ngô Thì Nhậm nên đã cho tẩm thuốc độc vào roi mà đánh Ngô Thì Nhậm. 
(Theo Việt Nam sử lược và Quốc Triều Chính Biên).
Câu đối nổi tiếng của 2 ông:
Đặng Trần Thường ra đối:
Ai công hầu, ai khanh tướng, vòng trần ai, ai dễ biết ai
Ngô Thì Nhậm đối lại:
Thế Chiến Quốc, thế Xuân Thu, gặp thời thế, thế nào vẫn thế
Đặng Trần Thường giận Ngô Thì Nhậm bèn sai người dùng gậy tẩm thuốc độc đánh Nhậm. Vì thế Nhậm về đến nhà thì chết.

## Cuối đời
Sau này, vì làm gian Sắc phong thần cho Hoàng Ngũ Phúc, tướng của chúa Trịnh vào bậc phúc thần, triều đình kết án phải tội chém. Nhưng rồi ông lại được tha.
Đặng Trần Thường trước có hiềm khích với Lê Chất, nên Chất mới bới những việc sai phạm của Thường như khi ra coi tàu binh ở Bắc Thành, có giấu thuế đầm ao và dinh điền. Thường lại bị bắt giam. Trong ngục, Trần Thường tỏ ý mỉa mai, đến tai đình thần, nên khi kết án, đình thần xử tội giảo.
Tương truyền Đặng Trần Thường ở trong ngục có làm bài Hàn Vương Tôn Phú bằng quốc âm để ví mình như Hàn Tín đời nhà Hán.
Chính sử triều Nguyễn chép Đặng Trần Thường bị vua Gia Long xử tội chết do ẩn lậu thuế.
Gia phả họ Đặng Lương Xá chép rõ hơn: 
“… Năm ấy (1810), ông bị trách biếm về việc truy phong cho Quốc Lão tiên công, đến khi xét lại lỗi, về mùa thu ông lại được sửa giữ chức cũ”. Đến năm Nhâm Thân (1812), ông bị mắc vào vụ Ao Kinh - Bến Hội, đó là hai thôn dân bỏ đi hết. Năm ấy ông vâng mệnh về kinh, thổ quan không nộp đủ tô thuế cho nhà nước. Triều đình hặc ông vì tội ẩn lậu đinh điền… ông bị tội mà chết. Chúng tôi đã tìm về địa danh Ao Kinh, đó là thôn Ao Kềnh (nay thuộc xã Thuận Hòa, huyện Lương Sơn, tỉnh Hòa Bình), thôn hiện nay có trên 100 hộ dân, các cụ cho biết đầu thế kỷ XX cả thôn có 24 hộ dân, như vậy đầu thế kỷ XIX số hộ dân còn ít hơn nhiều, không lẽ vì thiếu thuế của một thôn chưa đến 20 hộ dân mà giết một đại thần."
Người trong họ truyền tụng: "Trong 1 lần truy đuổi tàn quân Tây Sơn đến đây, cụ thấy đất rộng người thưa và phong cảnh đẹp, cụ cho gọi dân cũ trở lại và đưa dân từ nơi khác đến, cụ miễn thuế 5 năm đối với ruộng khai hoang và 3 năm đối với ruộng khai hóa cho dân làng. Sau khi cụ về kinh, mấy năm sau thổ quan vẫn chưa lập sổ thu thuế. Tổng Trấn Bắc Thành lúc đó là Lê Chất phát hiện liền tâu về kinh."
Ngày 25 tháng 10 năm Bính Tý (1816), Đặng Trần Thường qua đời, hưởng thọ 55 tuổi.

## Nhận định

### Cái chết
Năm 2011, tác giả Đặng Văn Lộc đã tìm thấy hai bản sắc của vua Tự Đức và vua Khải Định giải oan, phục chức và định lệ thờ cúng cụ. Vua Tự Đức nói với quần thần: “Xét Lê Văn Duyệt, Nguyễn Văn Thành và Đặng Trần Thường thì công rất lớn, sở dĩ có tội là do ít học, không biết lễ phép mà thôi”.
Phả họ Đặng Lương Xá cũng chép: “Ông là người tính tình thẳng thắn, có điều gì không vừa ý đều nói thẳng nên bị nhiều người ghét”.
Theo tác giả Đặng Văn Lộc là chủ biên cuốn Thượng thư Binh bộ Đặng Trần Thường, Đặng Trần Thường bị vua Gia Long giết không phải do tội ẩn lậu thuế, cũng không do tính cách mà do bị vua Gia Long nghi ngờ về lòng trung thành của ông.
Vua Tự Đức từng nói với quần thần rằng Lê Văn Duyệt, Nguyễn Văn Thành và Đặng Trần Thường đều có công lớn có thể xếp vào hàng “Khai quốc công thần bậc nhất”. 
Cả 3 người đều bị vua Gia Long giết bởi nghi ngờ lòng trung thành, con trai của Lê Văn Duyệt và Nguyễn Văn Thành là Lê Văn Khôi và Nguyễn Văn Thuyên có việc làm khiến vua Gia Long nghi ngờ. 
Còn Đặng Trần Thường là con cháu một dòng họ đã 8 đời là đại công thần triều Lê Trịnh, tuy chưa một ngày làm quan dưới thời vua Lê Chúa Trịnh nhưng ông tận trung với nhà Lê, ông theo Phúc Ánh với mong muốn khôi phục cơ nghiệp nhà Lê. Khi Gia Long lên ngôi, khiến Đặng Trần Thường thất vọng, lời nói và tác phẩm của ông khiến vua Gia Long phải cảnh giác, đã vịn cớ ẩn lậu để giết ông.